# ダニエル・デネット
ダニエル・クレメント・デネット3世（Daniel Clement Dennett III, 1942年3月28日 - 2024年4月19日）は、アメリカ合衆国の哲学者、著述家、認知科学者である。心の哲学、科学哲学、生物学の哲学などが専門であり、その中でも特に進化生物学・認知科学と交差する領域を研究していた。
タフツ大学の認知研究センターの共同ディレクター、オースティン・B・フレッチャー哲学教授、ユニバーシティ・プロフェッサーを務めた。デネットは無神論者かつ世俗主義者であり、アメリカ世俗連合の評議員、ブライト運動の支持者でもある。デネットは「新無神論の4人の騎手」の一人に数えられる。他の3名はリチャード・ドーキンス、サム・ハリス、そしてクリストファー・ヒッチェンズである。
2001年、ジャン・ニコ賞受賞。2012年、エラスムス賞受賞。

## 経歴
デネットは1942年3月28日にマサチューセッツ州ボストンで生まれた。母親はルース・マルジョリー（旧姓レック）、父親はダニエル・クレメント・デネット・ジュニア。デネットは幼少期の一時期をレバノンで過ごした。第二次世界大戦中、彼の父は戦略諜報局の防諜員として暗躍しており、ベイルートのアメリカ大使館にて大使館員を装っていた 。デネットが5歳のとき、父親が原因不明の飛行機事故で亡くなったため、母親は彼をマサチューセッツに連れて帰った。デネットが「哲学」という概念を知ったのは、11歳のとき参加したサマーキャンプがきっかけだった。キャンプの指導員はデネットにこう述べたという。「ダニエル、あなたは自分が何者か分かっている？　あなたは哲学者なんだよ」。
デネットはフィリップス・エクセター・アカデミーを1959年に卒業した。1年間ウェズリアン大学に在籍した後、ハーバード大学で哲学を学び、1963年に学士号を得た。ハーバード大学ではW.V.O.クワインの指導を受けた。1965年、オックスフォード大学から哲学の博士号を授与された。指導教員はギルバート・ライルで、クライスト・チャーチに所属していた。デネットの妹は調査ジャーナリストのシャーロット・デネット。

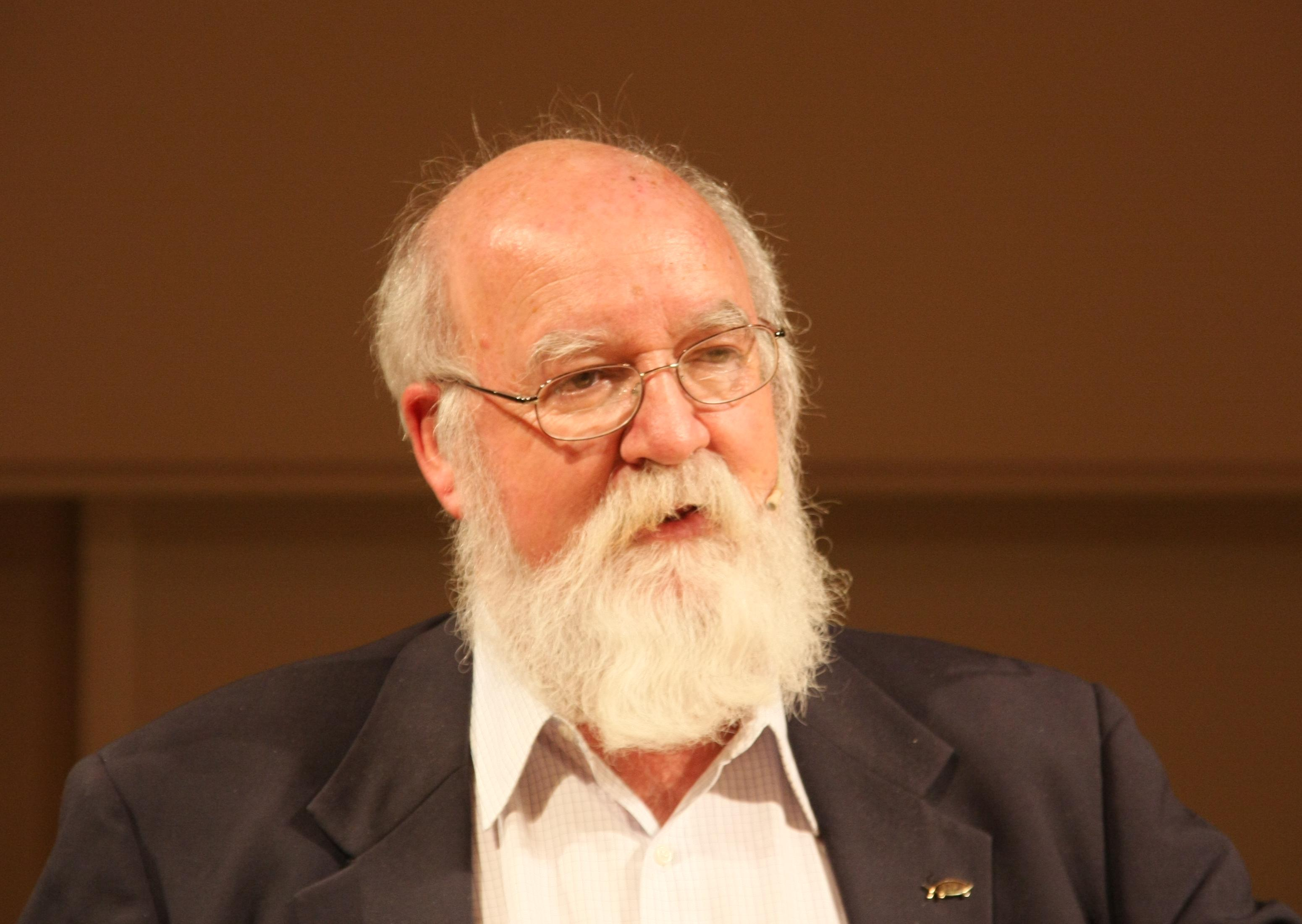
ダニエル・デネット。2008年撮影。

デネットは自分についてこう語っている。「私は独学者です。いや、もっと正確に言えば、自分の関心のある全ての分野について、世界トップレベルの科学者たちから何百時間もの非公式な個人指導を受けた人物、ですかね」。
フルブライト・フェローシップ、2度のグッゲンハイム・フェローシップ、行動科学先端研究センターのフェローシップをそれぞれ授与されている。懐疑的探求委員会（CSI）のフェロー、国際ヒューマニズムアカデミーの選ぶヒューマニストでもある。また、アメリカ人道主義協会の選ぶ2004年の年間ヒューマニストに選ばれた。
2010年2月、宗教からの自由基金から名誉功労者に選ばれた。
2012年、デネットはエラスムス賞を受賞した。これは、毎年1名を対象として、ヨーロッパの文化、社会、もしくは社会科学に対して優れた貢献をなした人物に贈られる賞である。「科学・技術の文化的重要性を一般大衆に分かりやすく伝える能力」が受賞理由である。
2024年4月19日の朝に間質性肺疾患の合併症により死去。

## 哲学的主張

### 自由意志
自由意志について、デネットは両立主義者だが、1978年の著書『Brainstorms』の第15章「On Giving Libertarians What They Say They Want」では、リバタリアン主義者の見解と対立する、意思決定の二段階モデルを支持する議論を行っている。
私が提案する意思決定のモデルには、次のような特徴がある。すなわち、我々が重要な決定に迫られたとき、アウトプットがある程度非決定論的な熟考生成機から、一連の熟考群が生み出される。それらの一部は、無関係なものであるとして、意思決定主体により（意識的・無意識的に）ただちに却下される。却下されなかった熟考群は、意思決定に対して影響を及ぼしうるものとして主体によって選ばれたものであり、これらが推論プロセスに登場する。そして、もし主体が十分に合理的であれば、これらの熟考群は、主体の最終的な意思決定を予測し、説明する役割を果たす。
デネットの他にも二段階モデルを提唱した哲学者として、ウィリアム・ジェームズ、アンリ・ポアンカレ、アーサー・ホリー・コンプトン、ヘンリー・マーゲナウなどがいるが、デネットがこのモデルを支持する理由は次のようなものである。

1. 熟考群を知性によって選別、却下、重み付けするというプロセスは、知性が意思決定の要因になっていることを意味する。
2. 非両立主義をリバタリアン主義者が取り込むための適切な場所があるとすれば、このモデルは非両立主義をまさにその場所に取り込めていると考えられる。
3. 生物工学的な観点から見て、意思決定がこのモデルに則って行われるとき、より効率的かつ合理的であると言える。
4. 道徳教育が意思決定に対して全面的な決定要因であると認めることなしに、それでも道徳教育は何らかの影響をもたらす要因になるということをこのモデルならば許容できる。
5. おそらく最も重要な点は、我々は自らの道徳的決断について、自分がその決定主体であるという重要な直観を抱くが、このモデルはその直観をある程度説明できている、ということだ。
6. 最後の理由。このモデルは、我々の道徳的決断を取りまく意思決定の複数性を裏付けているし、また、多くの場合に、我々が感じる自由意志の感覚を構成する要素として、どの行動を選ぶかについての最終的な決定は、熟考プロセスに影響を与える事前の決定に比べて、現象学的には重要性が低いということも示唆している。つまり、例えば、もうこれ以上熟考しない、熟考するのをやめる、という決定や、特定の思考経路は無視するという決定が、自由意志の感覚をより強く構成しているということである。

これらの事前もしくは副次的な決定が、我々が責任ある自由な意思決定主体であるという感覚を構成していると考えられる。大まかに言えば次のような仕組みでそうなっている。私がある重要な意思決定を迫られ、一定量の熟考を経た後、私は自分に向けてこうつぶやく。「もう十分だ。私はこの問題を十分熟考したので、これから行動しよう」と。このとき、私はもっと熟考でき得ると完全に知っているし、また行動の結果、自分の決定が間違っていたと判明するかもしれないことも完全に知っている。だが、どちらの場合でも、私は責任を受け入れているのである。
ロバート・ケインに代表されるリバタリアン主義者たちは、デネットのモデルを否定している。特に、ランダムな偶然が意思決定に直接的に関与してしまっていることにより、意思決定主体の動機と理由、性格と価値観、感情と欲求が除去されてしまうと彼らは考えているのである。彼らの主張によれば、もし偶然が意思決定の主要な原因であるならば、決定主体はそこから生み出される行動に対して責任を持ち得ないという。ケインは次のように述べる。
［デネットが認めるように、］因果的に非決定論的な熟考モデルは、リバタリアン主義者が自由意志に求めるものの全てを与えてくれるわけではない。というのも、どのような偶然的なイメージやその他の思考が自分の心に介入し、熟考に影響を与えるかを［主体は］完全にコントロールできるわけではないからだ。それらは自分の好きなように登場してくるだけである。［主体は］偶然の熟考が生じた後にいくらかコントロールできるにすぎない。
しかし、偶然はもはや全く関与しないのである。それ以降に起きること、主体がどう反応するかは、主体がすでに抱いている欲求や信念によって決定されているのである。なので、偶然の熟考の後においても、主体にはリバタリアン主義者の意味でのコントロール能力がないように思われる。リバタリアン主義者は、完全な責任性と自由意志に対して、これ以上のことを要求する。

### 心の哲学
デネットはいくつかの場所（例えば『Brainchildren』の「Self-portrait」）にて、自らの哲学的プロジェクトがオックスフォードでの学生時代からほとんどそのまま続いていると述べている。彼の主要な関心は、経験科学に裏打ちされた心の哲学理論を提出することにある。もともと、博士論文の『Content and Consciousness』において、彼は心を説明するという課題を二分割して、内容の理論と意識の理論の両者が必要だとしていた。このプロジェクトに対するアプローチにおいても、この区分は維持されてきた。『Content and Consciousness』が二部構成であったのと同様に、『Brainstorms』も2つのセクションに分けられた。後に、内容についてのいくつかの論文は『The Intentional Stance』にまとめられ、意識についての見解は理論的に統一され『Consciousness Explained』に結実した。これらの著作おいて、デネットの主張は最も広範に展開されている。
『Consciousness Explained』の第5章において、デネットは意識の多元的草稿モデルを提案している。彼の説明によると、「あらゆる種類の知覚――実のところ、あらゆる種類の思考や心的活動も――が脳内で実現するときには、感覚入力を解釈・推敲する複数のプロセスが平行して進められる。神経システムに入ってくる情報は、常に「編集」され続けている」（p. 111）。デネットはこうも述べている。「時間の経過に伴って、これらは一つの物語のようなまとまりを持ち、それは脳内の多くのプロセスによって継続的に編集され続けると考えられる」（p. 135、イタリックは原文）。
内容を生み出すという意識の性質の一部を、進化によって説明することができる、というデネットの関心がこの時点ですでにうかがえる。そして、以後このテーマは彼の研究プログラムの中心に来ることになる。彼は神経ダーウィニズムとして知られる立場を擁護するのである。また、彼はクオリアを否定する議論もしている。つまり、この概念はあまりに混乱しているため、矛盾せずにこの言葉を使用したり理解することはできず、したがって物理主義に対する有効な反駁とはなりえないという。デネットの戦略は師であるライルから受け継いだものであり、一人称的現象を三人称的言葉遣いで再定義し、その定義が一貫して使用可能ではないことを示すというアプローチをとっているのである。
デネットは次のように自己認識している。「私が『こういったテーマを議論する際に哲学者が標準的に用いる専門用語を使用しない』ことがしばしば問題となっている、と他の哲学者は述べている。彼らは、私が何を主張し、何を否定しているのか、理解するのが困難だというのである。だがもちろん、私が彼らと同じ土俵に上がらないのは意図的にそうしているのである。なぜなら、このテーマで用いられる標準的な言葉遣いは、役立たずであるどころか有害だと考えているからだ。それはあまりにも多くの間違いを含んでいるため、研究の進展を妨げているのである」。
『Consciousness Explained』にて、「もちろん、私はある種の『目的論的機能主義者』である。おそらく、独特な意味での目的論的機能主義者である」と彼は認めている。また、「私は検証主義者であると告白する準備もある」とも述べている。

## 私生活

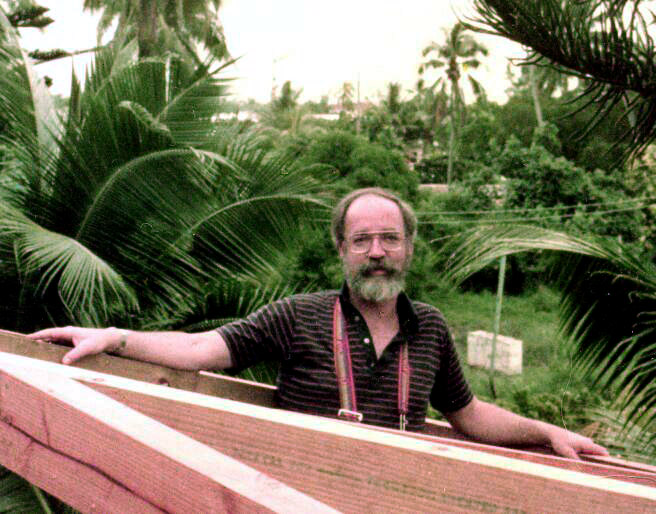
タヒチにて。1984年撮影。

デネットは1962年にスーザン・ベルと結婚した。マサチューセッツ州のノース・アンドーバーに家族で暮らしている。娘が一人、息子が一人、孫が四人いる。ヨットをこよなく愛する。

## 近年の主要な著書の内容

### 『解明される意識』
- ヘテロ現象学 (Heterophenomenology)

他者の内省報告を観察データとして認める「ヘテロ現象学」を掲げ、行動主義に陥ることなく、観察可能なデータから第三者の立場を通して主観的意識の問題を扱えるとする。デネットは、意識（心）と物理的・神経的なプロセス（身体、脳）を異なる次元のものとして考えてきた、心身二元論というデカルト以来の哲学的伝統を覆そうとしているのである。

カルテジアン劇場のイメージ

- 多元的草稿モデル(Multiple Drafts Model)とカルテジアン劇場批判

意識をつかさどる中央処理装置「カルテジアン劇場」(Cartesian Theater)の存在を否定し、それに代わるものとして意識の「多元的草稿理論」(Multiple Drafts Theory)モデルを提唱している。意識とは「カルテジアン劇場」のような中央処理装置をもたない、空間的・時間的に並列した複数のプロセスから織り出され構成されるものだとデネットは論じる（意識のパンデモニアム・モデル）。以上のようなプロセスを経て構成される意識を、デネットは「物語的重力の中心」(Center of Narrative Grativity)と呼んでいる。
デネットは、人間の思考プロセスはコンピュータ（ジョン・フォン・ノイマン・マシーン）によってシミュレートすることが原理的に可能なものだと考える。したがって彼はチューリング・テストの意義を認めている。
- クオリア批判

クオリアのような、第一者によって主観的にしか接近できない概念を、意識の科学的な解明には障害となるものだとデネットは批判している。
- 自然主義

デネットは自身の方法論的立場を物理主義あるいは自然主義と呼んでいる。デネットの自然主義的アプローチに対しては、ジョン・サール、デイヴィッド・チャルマーズやトマス・ネーゲルらが、意識の本質的な主観性に迫ることができないと反論している。

### 『ダーウィンの危険な思想』
デネットはダーウィニズムを生物進化以外の領域にも適用できる「万能酸」とし、神経ダーウィニズムなどの議論を展開している。

#### スカイフックとクレーン
デネットによれば、進化とは自然淘汰を通して作用する一連の単純な算術的計算すなわちアルゴリズムのプロセスである。したがって「スカイフック（天からの恩寵）」と呼ばれるような説明し得ない飛躍はそのプロセスには存在せず、進化の中途で起こりえたすべては「クレーン」、たとえばボールドウィン効果のような事例を通して説明が可能であるとされる。デネットによって標的とされている反ダーウィン主義の代表的なものには、進化には連続性が途切れる地点があるとするスティーヴン・ジェイ・グールドの唱えた断続平衡説が挙げられる。

#### ライフゲーム
- 誕生: 白いセルの周囲に3つの黒いセルがあれば、次の瞬間にそのセルは黒になる。
- 維持: 黒いセルの周囲に2つか3つの黒いセルがあれば、次の瞬間もそのセルは黒いまま残る。
- 死亡: 上二つの場合以外なら、次の瞬間にそのセルは白いセルになる。

ライフゲームの例。
このプログラム（の動画）は複数のマス目で構成されており、各マス目（= セル・オートマトン）は皆同一種で、どれも以下の3つの単純なルールだけで作動している。
- 誕生: 白いセルの周囲に3つの黒いセルがあれば、次の瞬間にそのセルは黒になる。
- 維持: 黒いセルの周囲に2つか3つの黒いセルがあれば、次の瞬間もそのセルは黒いまま残る。
- 死亡: 上二つの場合以外なら、次の瞬間にそのセルは白いセルになる。

アルゴリズムが進化の原理として働くことを例証する際には、ライフゲームが持ち出される。ライフゲームとは数学者ジョン・コンウェーによって考案されたコンピュータプログラムのことで、非常に単純な規則によって生成する図形群が、繰り返しその規則にしたがって変化をすることで結果的に予測不可能なパターンを産み出すことを明らかにする、セル・オートマトンの一種である。同様にして、進化というプロセスも単純なアルゴリズムにしたがって多様な生物種を作り出すことができるのだ、と。
デネットのこのような進化観には、彼の知的同盟者の一人であるリチャード・ドーキンスの影響を色濃く見てとることができる。

#### 進化のなかで産み出された意識
人間の意識や言語能力といった高度な現象もまた、進化のアルゴリズムによって産み出されたことに不思議はないとデネットは言う。この点で、人間の言語器官が進化の結果生み出されたということを受け入れることにためらうノーム・チョムスキーのような論者が批判される。このような意識への見方は『解明される意識』から受け継がれているもので、人工知能がいずれは意識を持つことも不可能ではないというのがデネットの主張だ。
デネットは盟友のダグラス・ホフスタッターと並んで人工知能の強力な擁護者であり、そのため、ジョン・サール（「強いAIと弱いAI」論）やロジャー・ペンローズといった、意識を持つ人工知能の制作可能性について懐疑的な論者らもまた、本書での批判の対象となっている。

### 『自由は進化する』
- 自由意志と決定論の調停

この著作においてデネットは、長年にわたって哲学上の問題であった、人間の自由意志と決定論世界観とをどのように調停するのかについての解答を提出しようとする。人間の行動を自由意志に基づくものだと考えるにあたっては、自由意志を支配するような決定論を排除しなければならないというわけではないということである。物理的な世界を支配する決定論的を完全に免れた純粋な自由意志なるものは、デネット自身の言葉を用いるならば、「カルテジアン劇場」あるいは「スカイフック」のように不必要な虚構なのだ。つまり自由意志とは、自然主義的な世界観のなかで決定論と共生するのが可能なものなのである。
- ライフゲームと自由意志

ある行為を判断するにあたって、どこまでが決定論的な因果関係から由来するもので、どこからが本人の自由意志によるものなのかを明確に境界付けること、そして決定論的世界観のなかに身をおくことのできないような純粋な自由意志というものを確保しようとすること（例えばリバータリアンが試みるように）は不可能であり、自然主義的な立場に立った上で決定論と自由意志は両立することを示したほうが整合的なのである。デネットによると、それらが共生しうることを示唆してくれるのが、ライフゲームの世界だ。この世界は単純なアルゴリズムによって生成するが、徐々に複雑で予測が難しいパターンの創発が生じていくのである。この世界はたしかに物理的な決定論にしたがって産み出されるものであるが、徐々に姿を現してくるそのパターンの十分な複雑さを考慮すると、そのなかに人間の自由意志を挿入する余地を見つけることができるということである。
- 科学的世界観と人間の幸福

デネットによれば、人間の自由意志とは進化のプロセスによる産物であり、したがって人間の幸福を増幅させるのに寄与するものである。科学の発展を通して自由を自然主義的に理解することが人間の生活を向上させていくとデネットは結論する。

### 『スウィート・ドリームズ 』
本書は90年代後半から2003年までに書かれたデネットの論文・講演を編纂し一冊にまとめたもので、心の科学と哲学に対する『解明される意識』以来のデネットの主張を見渡すことができるようになっている。
- ゾンビ的直感(the Zombic Hunch)

デイヴィッド・チャーマーズをはじめとする心の哲学にたずさわる者たちの間で広く行われてきた哲学的ゾンビの思考実験に対して、デネットは一貫してそれを無意味なものだとしている。哲学的ゾンビとは、定義によれば、第三者にとっては意識をもつ普通の人間と行動的に区別することが出来ないにもかかわらず意識とクオリアを持たないものだとされている。しかし、ヘテロ現象学を掲げるデネットにとっては、行動的・客観的アプローチによって接近できない主観性といったものは意味を持たない。それでも哲学的ゾンビは論理的な存在可能性をもっているとする哲学者らの姿勢をさして、デネットはゾンビ的直感と名づけたのである。
- クオリア再批判

デネットが、それの持ち主である第一者によってのみ接近可能だとされるクオリアを心の科学において不必要なものだとする根拠は、認知科学者らによって行われた次のような実験の結果によっている。以下その概要を記す。
被験者らに2枚の写真を、それぞれきわめて短い時間（0.25秒〉、繰り返し見せる。それらは台所を写したもので、ただ一箇所の色の違い（キャビネットの扉が白から茶色に変わる）をのぞいては全く同じものである。被験者は普通20〜30秒、数十回の反復を経なければ2枚の写真の差異に気づけない。そこでデネットは問いかける。その20〜30秒のあいだ、被験者の色のクオリアは、彼らが白/茶/白/茶という色の変化に気づく前に変化していたのだろうか？可能な回答は次のようになる。(p.85)
A.イエス
B.ノー
C.わからない
1. なぜなら今となって、自分がクオリアという言葉で何を意味していたか分からなくなってしまったから
2. 自分がクオリアという言葉で何を意味してきたかは分かっているが、この実験の場合では私自身のクオリアに第一人者的にアクセスできなかったから。（もちろん第三者にとってもこのクオリアに接近することは不可能だ！）

いずれの回答においても、第一者の主観性(the first-person subjectivity)の下にクオリアを位置づける前提は失われており、それゆえヘテロ現象学がクオリアを扱えないと考える必要もないのだとデネットは言う。
- 「マリーの部屋」批判

色のない環境で育った色彩科学者マリーについての、1982年の論文 "Epiphenomenal Qualia"でフランク・ジャクソンが提唱した思考実験に対しては、『解明される意識』以来デネットは批判的であった。デネットにとって、マリーの部屋は哲学者たちを誤った結論（マリーがどれだけ色彩について知りえたとしても、実際に色を見るまでは「色を見るとはどのようなことか」を知ることはできない）に導く悪い思考実験なのである。
デネットに従えば、色彩について知りうるすべてのデータを知っている科学者のマリーが、色を見るのはどのようなことかを、実際に色を見て経験する前に知ることは十分可能なのである。この結論をさらに強固にするためにデネットは、マリーをロボット（ロボマリー）に置きかえてみることを提案する。ロボマリーは、色彩について知りうるデータをすべて持ってはいるものの、彼女の目であるカメラは白黒である。このロボマリーが、カラーのカメラを取り付けられる前に、自前のデータを駆使して「色を見るとはどのようなことか」を推論し、経験することは可能だろうとデネットは言う。
- 意識の「評判」(fame)モデル

この著作では、意識の多元的草稿モデル（パンデモニアム・モデル）に対して、意識の評判モデルという新たなイメージが追加されている。人間の意識は、多数のニューロンが自己主張する錯綜した関係の中から生み出されるものであるが、この混乱した状況の中から、特定の内容が人間の意識の範囲内に現れ出るプロセスを、デネットは社会の中で特定の人物や事件が評判(fame)となって人々の目に付くようになるプロセスとなぞらえているのである。実際の社会において、そのように評判となった事柄は、他の事件の評判によって速やかに忘れられていくが、それと同様に意識の中に現れ出た内容も、他の多数のニューロンが自己主張する喧騒の中で、つねに忘却への淵に瀕している。以上のように、特定の内容が意識の注意を引こうとしてせめぎ合う状況を、デネットは「注意の引ったくり」(attention-grabbing)と名づけている。

### 『解明される宗教　進化論的アプローチ』

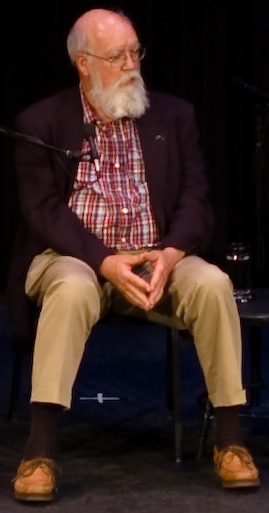
2008年のワールド・サイエンス・フェスティバルでのデネット

宗教と社会、生物学、進化論の関係を解明しようとするこの著作を始めるにあたって、デネットは、この本ではキリスト教とその原理主義を中心としたアメリカの宗教環境が念頭におかれていると述べている（序文）。この問題について論じることは自分にとっては時期尚早だとデネット自身述べているが、現代のアメリカにおいてこのような考察をすることは緊急の課題であると感じたため筆をとったのだという。
- 他者の心、志向的対象(intentional object)と宗教

デネットの考えでは、私たちが他者の心を了解することができるのは人間の志向姿勢(intentional stance)がうみだすユーザー・イリュージョンによるものである。進化のプロセスを経て形成されたこの志向姿勢は、しかし、意志を持たないランダムな対象に対しても、志向姿勢を投影することでそこに他者の心を読み取ってしまう（心理学者バラス・スキナーによる鳩の実験を参照）。志向的対象を形成するこの効果のおかげで私たちは、シャーロック・ホームズのように実在しない架空の人物に対してもあたかも彼が実在したように振舞うことができる。この志向姿勢が、制御不可能な対象である自然現象に対して投影されたときに発生する副産物が、神という概念なのではないだろうかとデネットは推論する。
- 信仰を信じること(belief in belief)

ある宗教とその神を信じるという営み（礼拝などの宗教活動）は、行動レベルにまで還元すると、その宗教が真であってほしいと願う者の行動と区別することは出来ない。デネットの例にしたがって宗教を民主主義で置きかえて考えてみると、例えば私たちが選挙に行くとする場合、私たちは民主主義を信じているからそうするのか、それとも民主主義を信じることは正しいと信じてそうするのかを区別するのは難しいということである。「信仰を信じること」という概念を通してデネットは、信仰という行為のもつとらえがたさを指摘している。
- ミームと宗教

ドーキンスによって考案されたミーム（自己複製子）を用いてデネットは、おのおのの宗教はミーム選択のプロセスを経て形成・進化してきたのだろうと言う。しかし本書での宗教に対するデネットの姿勢は、ドーキンスの激烈な宗教批判（『神は妄想である』参照）と比べるとはるかに穏やかである。宗教も人間と文化の進化のなかで形成されてきたのだから、私たちはその生物学的起源、ニューロンの条件、宗教が人間に与える作用と副作用といった問題を科学的に解明していかねばならないとデネットは主張する。また、シャーマンによって始められた民間信仰(folk religion)がどのようにして組織化された宗教(organized religion)への発達をとげたのか、前者と後者を隔てる差異はどのようなものなのかを考察する必要も主張されている。

## 著作
- Brainstorms: Philosophical Essays on Mind and Psychology (MIT Press 1981) (ISBN 0-262-54037-1)
- Elbow Room: The Varieties of Free Will Worth Wanting (MIT Press 1984) — on free will and determinism (ISBN 0-262-04077-8)
  - 戸田山和久訳『自由の余地』名古屋大学出版会、2020年（ISBN 978-4-8158-0996-6）
- The Mind's I (Bantam, Reissue edition 1985, with Douglas Hofstadter) (ISBN 0-553-34584-2)
  - 坂本百大監訳『マインズ・アイ──コンピュータ時代の「心」と「私」』TBSブリタニカ、1984年。〔新装版〕、阪急コミュニケーションズ、1992年 (ISBN  978-4-4849-2126-6)及び(ISBN 978-4-4849-2127-3)
- Content and Consciousness (Routledge & Kegan Paul Books Ltd; 2nd ed. January 1986) (ISBN 0-7102-0846-4)
- The Intentional Stance (6th printing), Cambridge, Massachusetts: The MIT Press, (1996), ISBN 0-262-54053-3 (First published 1987)
  - 若島正、河田学訳『「志向姿勢」の哲学──人は人の行動を読めるのか？』白揚社、1996年 (ISBN 978-4-8269-0068-3)
- Consciousness Explained (Back Bay Books 1992) (ISBN 0-316-18066-1)
  - 山口泰司訳『解明される意識』青土社、1998年 (ISBN 978-4-7917-5596-7)
- Darwin's Dangerous Idea: Evolution and the Meanings of Life (Simon & Schuster; reprint edition 1996) (ISBN 0-684-82471-X)
  - 石川幹人、大崎博、久保田俊彦、斎藤孝訳『ダーウィンの危険な思想』青土社、2001年 (ISBN 978-4-7917-5860-9)
- Kinds of Minds: Towards an Understanding of Consciousness (Basic Books 1997) (ISBN 0-465-07351-4)
  - 土屋俊訳『心はどこにあるのか』草思社、1997年 (ISBN 978-4-7942-0787-6)、ちくま学芸文庫、2016年 (ISBN 978-4-4800-9753-8)
- Brainchildren: Essays on Designing Minds (Representation and Mind) (MIT Press 1998) (ISBN 0-262-04166-9) — A Collection of Essays 1984–1996
- Freedom Evolves (Viking Press 2003) (ISBN 0-670-03186-0)
  - 山形浩生訳『自由は進化する』NTT出版、2005年 (ISBN 978-4-757-16012-5)
- Sweet Dreams: Philosophical Obstacles to a Science of Consciousness (MIT Press 2005) (ISBN 0-262-04225-8)
  - 土屋俊、土屋希和子訳『スウィート・ドリームズ』NTT出版、2009年 (ISBN 978-4-7571-6013-2)
- Breaking the Spell: Religion as a Natural Phenomenon (Penguin Group 2006) (ISBN 0-670-03472-X).
  - 阿部文彦訳『解明される宗教──進化論的アプローチ』青土社、2010年 (ISBN 978-4-7917-5596-7 )
- Neuroscience and Philosophy: Brain, Mind, and Language (Columbia University Press 2007) (ISBN 978-0-231-14044-7), co-authored with Max Bennett, Peter Hacker, and John Searle
- Science and Religion (Oxford University Press 2010) (ISBN 0-199-73842-4), co-authored with Alvin Plantinga
- Intuition Pumps And Other Tools for Thinking (W. W. Norton & Company – May 6, 2013) (ISBN 0-393-08206-7)
  - 阿部文彦、木島泰三訳『思考の技法──直観ポンプと７７の思考術』青土社、2015年 (ISBN 978-4-7917-6843-1)
- Inside Jokes: Using Humor to Reverse-Engineer the Mind (MIT Press – 2011) (ISBN 978-0-2620-1582-0), co-authored with Matthew M. Hurley and Reginald B. Adams, Jr.
  - 片岡宏仁訳『ヒトはなぜ笑うのか』勁草書房、2015年 (ISBN 978-4-3261-5432-6)
- From Bacteria to Bach and Back: The Evolution of Minds（Penguin 2018)（ISBN 978-0-1419-7804-8)
  - 木島泰三訳『心の進化を解明する』青土社、2018年（ISBN 978-4-7917-7075-5）